# هندسة عبر الإنترنت
الهندسة عبر الإنترنت (بالإنجليزية: Online Engineering)، وتُعرف أحيانًا بـالهندسة عن بعد، هي مجال حديث في الهندسة والعلوم يهدف إلى إتاحة وتنظيم الاستخدام المشترك للمعدات والموارد المادية والبرمجيات المتخصصة (مثل المحاكيات) عبر شبكة الإنترنت.
يتيح هذا النهج للطلاب والباحثين والمهندسين الوصول إلى مختبرات وأجهزة باهظة الثمن والتحكم فيها عن بعد، مما يزيل الحواجز الجغرافية والمادية ويسهل التعاون الدولي في المشاريع الهندسية والبحثية.

## المفهوم والمكونات الأساسية
تقوم الهندسة عبر الإنترنت على ثلاثة مكونات أساسية تتكامل فيما بينها لتوفير تجربة تعليمية أو عملية متكاملة:
- المختبرات عن بعد (Remote Laboratories): هي مختبرات حقيقية تحتوي على أجهزة ومعدات مادية يمكن للطلاب أو الباحثين التحكم فيها وإجراء التجارب عليها من أي مكان في العالم عبر واجهة برمجية على الإنترنت.[2]
- المختبرات الافتراضية (Virtual Laboratories): هي بيئات محاكاة حاسوبية تمثل أنظمة أو عمليات هندسية. تتيح للمستخدمين إجراء تجارب قد تكون خطيرة أو مكلفة جدًا لتنفيذها في الواقع، وتوفر فهمًا عميقًا للنماذج النظرية.
- المنصات التعاونية (Collaborative Platforms): هي برمجيات تتيح لفرق العمل الموزعة جغرافيًا العمل معًا على نفس المشروع، ومشاركة البيانات، والتواصل بشكل فعال، مما يعزز من كفاءة العمل في بيئة معولمة.

## الأهمية والدوافع
تزايدت أهمية الهندسة عبر الإنترنت في السنوات الأخيرة مدفوعة بمجموعة من العوامل، من أبرزها:
- تعقيد المهام الهندسية: أصبحت المشاريع الهندسية الحديثة أكثر تعقيدًا وتتطلب أدوات ومعدات متخصصة ومكلفة.
- تكلفة المعدات: ظهور أجهزة متخصصة وبرمجيات محاكاة باهظة الثمن يجعل من الصعب على كل جامعة أو شركة صغيرة امتلاكها.
- العولمة وتقسيم العمل: الحاجة إلى التعاون بين فرق عمل دولية في مشاريع مشتركة، مما يتطلب وصولاً مشتركًا للموارد.
- الكفاءة والمرونة: إتاحة استخدام الموارد غالية الثمن في مشاريع قصيرة الأمد أو من قبل الشركات الصغيرة والمتوسطة التي لا تستطيع تحمل تكاليف الشراء.
- متطلبات المهارة: الحاجة إلى خبراء وموظفين مؤهلين تأهيلاً عاليًا لتشغيل المعدات المعقدة، والذين قد لا يكونون متواجدين في نفس الموقع المادي للمعدات.

## التطبيقات

### في التعليم الهندسي
تُعد الهندسة عبر الإنترنت أداة تحويلية في مجال التعليم. فهي تسمح لطلاب الهندسة في الجامعات ذات الموارد المحدودة بالوصول إلى مختبرات وتجارب متقدمة متوفرة في جامعات أخرى. كما أنها توفر بيئة آمنة للطلاب لتجربة مفاهيم خطرة، وتتيح لهم تكرار التجارب عددًا غير محدود من المرات، مما يعزز من فهمهم للمادة العلمية.

### في الصناعة والبحث
في القطاع الصناعي، تمكّن الهندسة عبر الإنترنت الشركات، وخاصة الصغيرة والمتوسطة، من استخدام تقنيات وأجهزة متطورة دون الحاجة لشرائها، مما يقلل التكاليف ويزيد من قدرتها التنافسية. كما أنها تسهل عمليات البحث والتطوير المشتركة بين الشركات والمؤسسات البحثية حول العالم.

## المنظمات والمؤتمرات
تُعد الجمعية الدولية للهندسة عبر الإنترنت (International Association of Online Engineering - IAOE) منظمة غير ربحية تهدف إلى تشجيع تطوير ونشر واستخدام الهندسة عبر الإنترنت على نطاق واسع. كما يُعتبر المؤتمر الدولي للهندسة عن بعد والأجهزة الافتراضية (International Conference on Remote Engineering and Virtual Instrumentation - REV) المنتدى الرئيسي الذي يجمع الباحثين والمهتمين في هذا المجال لتبادل الخبرات والأبحاث.